# Аркадикоски мост
Аркадикоският мост (на гръцки: Γέφυρα του Αρκαδικού) е един от най-старите аркови мостове в Гърция, датиран в Микенската епоха.
Мостът отстои на 37 km от Навплио, 56 km от Аргос и на 245 km от Атина. Построен е на микенския път от Тиринт до Епидавър в Пелопонес. Изследователите смятат, че е построен през бронзовата епоха, около 1300 г. пр. н. е. Мостът е изграден от късове варовикова скала, малки парчета плочки и камъни. Дължината му е 22 m, висок е 4 m, а широчината му е 5,6 m. Пътното платно, което още се използва, е широко 2,5 m. В основата на моста е оставен отвор с ширина около един метър, служещ за водосток. По мнението на археолозите е използван за преминаване на колесници, теглени от коне. Поради разположението му близо до исторически места мостът представлява туристическа атракция.